# منتخب مايوت لكرة القدم
منتخب مايوت لكرة القدم (بالفرنسية: Équipe de Mayotte de football)‏ هو الممثل الرسمي لجزيرة مايوت التي تتبع لفرنسا. ويشرف عليه اتحاد مايوت لكرة القدم.
مايوت ليس عضواً في الفيفا ولا الاتحاد الإفريقي لكرة القدم، وبالتالي لا يمكنه المشاركة في كأس العالم أو كأس الأمم الإفريقية.